# Eupithecia owenata
Eupithecia owenata är en fjärilsart som beskrevs av Mcdunnough 1944. Eupithecia owenata ingår i släktet Eupithecia och familjen mätare. Inga underarter finns listade i Catalogue of Life.